# Décennie 1330 en littérature
| Années de la littérature : 1327 - 1328 - 1329 - 1330 - 1331 - 1332 - 1333    |
| Décennies de la littérature : 1300 - 1310 - 1320 - 1330 - 1340 - 1350 - 1360 |

## Œuvres
- Vers 1330 :
  - rédaction au Mexique du Mariage royal mixtèque, manuscrit enluminé en peau de daim.
  - traités contre le pouvoir temporel des papes de Guillaume d'Ockham.
- 1330-1332 : Tsurezure gusa (Propos des moments perdus, ou Les heures oisives) de Yoshida Kenkō, écrit au Japon.
- vers 1334 : Nicholas Trivet, Cronicles que frère Nichol Trivet escrit à ma dame Marie la filhe moun seignour le roi d'Engleterre Edward le filtz Henri.
- 1336-1338 : Boccace, Il filocolo et Il filostrato[1].
- 1339 : Jean de Le Mote, Le Regret Guillaume comte de Hainaut[2].

## Naissances
- vers 1330 : John Gower, poète anglais (mort en octobre 1408).
- vers 1332 : William Langland, auteur supposé de Pierre le laboureur (Piers Plowman).
- 1333 : Kan'ami Kiyotsugu, acteur de théâtre japonais, qui a jeté les bases du théâtre nō.
- 1336 : Gao Qi, poète chinois, mort en 1374.
- vers 1337 : Jean Froissart, chroniqueur français (mort vers 1410).
- 2 janvier 1338 : Jean d'Outremeuse, écrivain liégeois (mort le 25 novembre 1400).